# Kate Schmidt
Kathryn Joan „Kate“ Schmidt (* 29. Dezember 1953 in Long Beach, Kalifornien) ist eine ehemalige US-amerikanische Leichtathletin. Sie gewann zwei Medaillen bei Olympischen Spielen.

## Werdegang
Die 1,86 m große und 80 kg schwere Athletin trug den Beinamen „Kate the Great“. Sie startete für den Los Angeles Track Club. Nach Beendigung ihrer aktiven Laufbahn war sie eine Zeit lang als Werfer-Trainerin am Occidental College in Los Angeles tätig. Heute betreibt sie ein Fitness-Studio. 

## Rekorde
Am 11. September 1977 in Fürth gelang Kate Schmidt ein Wurf von 69,32 m, mit dem sie den 14 Monate alten Weltrekord von Ruth Fuchs aus der DDR um 20 cm übertraf. Der Rekord überlebte die Saison 1978, ehe Ruth Fuchs ihn im Juni 1979 erneut um 20 cm auf 69,52 m verbesserte. Als US-amerikanischer Landesrekord hatte er jedoch mehr als 25 Jahre Bestand.
Die Rekordserie von Kate Schmidt ist beeindruckend:
- 61,12 m, 28. Juni 1972, Valencia
- 62,64 m, 3. März 1973, Valencia
- 63,36 m, 26. Mai 1973, Modesto
- 63,42 m, 2. Juni 1973, Berkeley
- 63,78 m, 31. Mai 1975, Westwood
- 63,88 m, 21. Juni 1975, White Plains
- 65,68 m, 6. März 1976, Long Beach
- 66,52 m, 12. Juni 1976, Westwood
- 69,32 m, 11. September 1977, Fürth

## Wettkampferfolge
In den Jahren 1972 und 1976 gewann sie die US-Ausscheidung für die Olympischen Spiele. 1972 in München gelang der erst 18-jährigen ihre beste Weite von 59,94 m gleich im ersten Versuch. Sie wurde mit der Bronzemedaille hinter den beiden DDR-Athletinnen Ruth Fuchs (Gold mit 63,88 m) und Jacqueline Todten (Silber mit 62,54 m) belohnt. Auch ihre zweitbeste Weite von 59,84 m hätte für Bronze gereicht, da die Viertplatzierte, die Bulgarin Ljutwijan Mollowa, nur 59,36 m warf.
Vier Jahre später bei den Olympischen Spielen 1976 in Montreal musste Schmidt sich für die gleiche Platzierung um gut vier Meter steigern. Zunächst lief es für sie gar nicht gut: Die beiden ersten Würfe waren ungültig, und die beiden folgenden landeten unter der 60-Meter-Marke, bevor der fünfte Versuch erneut ungültig war. Dann aber gelang ihr der große Wurf: Mit 63,96 m konnte sie zwar an die wiederum siegreiche Ruth Fuchs (Gold mit 65,94 m) und die bundesdeutsche Marion Becker (Silber mit 64,70 m) nicht heranreichen, ließ jedoch mit Todten und Sabine Sebrowski zwei DDR-Werferinnen hinter sich.
Auch für die Olympischen Spiele 1980 in Moskau konnte Schmidt sich qualifizieren, musste jedoch auf einen Start verzichten, da die USA die Spiele boykottierten. Vier Jahre später verpasste sie die Olympiaqualifikation als Vierte der Trials.
Zwischen 1969 und 1979 gewann sie siebenmal die Landesmeisterschaft. In den Jahren 1973 und 1975 war sie bei der Universiade erfolgreich. Mit Würfen von 60,34 m und 60,32 m gewann sie in Moskau und in Rom jeweils die Silbermedaille.

## Auszeichnungen
Kate Schmidt wurde in mehrere Halls of Fame aufgenommen:
- USATF National Track and Field Hall of Fame (1994)
- National Throws Coaches Hall of Fame
- Hall of Fame der California State University in Long Beach (CSULB)
- Hall of Fame des Long Beach City College (LBCC)
- Woodrow Wilson High School Hall of Fame (Long Beach)